# Departamento de Transporte de Utah
El Departamento de Transporte de Utah (en inglés: Utah Department of Transportation, UDOT) es la agencia estatal gubernamental encargada en la construcción y mantenimiento de toda la infraestructura ferroviaria, carreteras estatales; así como sus autopistas federales, locales e interestatales, y transporte aéreo del estado de Utah. La sede de la agencia se encuentra ubicada en Salt Lake City, Utah y su actual director es John Njord.